# ديفيد غاندي
ديفيد جيمس غاندي (بالإنجليزية: David Gandy) (ولد في 19 فبراير 1980) عارض أزياء بريطاني. بعد فوزه في مسابقة تلفزيونية أصبح غاندي عارض أزياء ناجح. لعدة سنوات، المصممين الإيطاليين دولتشي وغابانا قدماه في عروض الموضة والحملات خاصتهم. في صناعة يسيطر عليها الذكور النحفاء، جسم غاندي مفتول العضلات سبب في تغيير مقاسات الملابس الرجالية لدى بعض المصممين إلى مقاسات رجولية. أدت الزيادة في شعبيته وتقدير اسمه إلى مجموعة واسعة من العملاء، أغلفة المجلات، لقطات تحريرية، مقابلات وجوائز الصناعة. 

السمعة التي اكتسبها غاندي من أسلوبه الخاص، جعلته ينتقل إلى ما بعد عرض الأزياء إلى تصميم مجموعة خاصة به من الملابس الداخلية لشركة ماركس أند سبنسر. وبدأ غاندي بكتابة مدونة لفوغ البريطانية، ومراجعات عن السيارات لنسخة مجلة جي كيو البريطانية، ومقالات عن نمط العيش لقسم الرجال في دايلي تيليغراف، وطرح تطبيقين محمولين. شارك غاندي في العديد من المشاريع الخيرية وحملات جمع التبرعات، ومنها إطلاق مؤسسته الخيرية الخاصة «بلو ستيل أبيل».

## مهنة عرض الأزياء

### خلفية
ولد غاندي في بيليريكاي، إسكس بإنجلترا، ابنًا بريندا وكريس غاندي الذي يدير شركةً للعقارات والشحن. في صغره أراد أن يكون طبيبًا بيطاري، غير أن نتيجته في المدرسة منعته من الدخول لدراسة العلوم البيطارية. بينما كان يدرس الحوسبة والوسائط المتعددة ذهب ليعمل في مجلة أوتو إكسبريس ليوصِلَ آخر سيارات البورشه والجاغوار لمسار الاختبار.
قبل تخرجه من جامعة غلوستيرشير قام زميل سكن غاندي بإدراج اسمه (من دون علم غاندي) في مسابقة بحث عن عارضي أزياء على آي تي في. في الواحدة والعشرين من عمره، فاز غاندي بالمسابقة التي ضمته في عقد مع وكالة «سيليكت موديل» في لندن.

### العمل

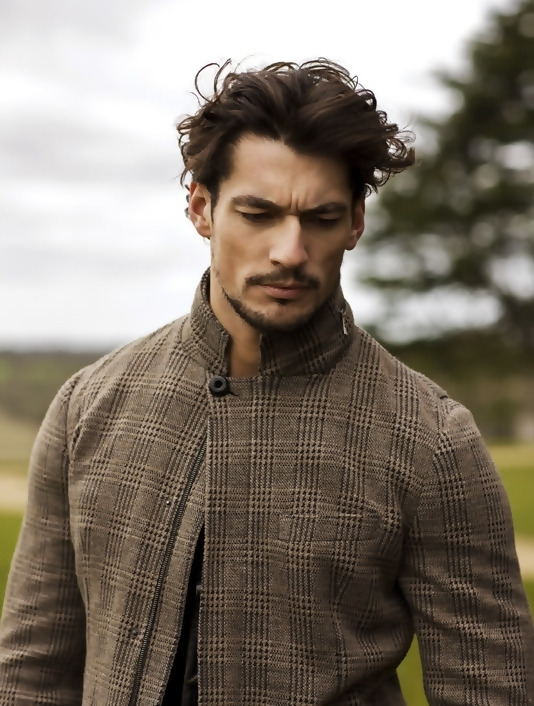
ديفيد غاندي في صورة ملتقطة للنسخة اليابانية من مجلة جي كيو

خلال السنوات الأولى من مسيرته المهنية، استعرض غاندي لمجموعة متنوعة من الشركات ضمت: شياتزي تشين، 7 فور أول مانكايند، زارا، جي أي إن تي، هيوغو بوس، راسيل أند بروملي، إتش أند أم، كارولنيا هيريرا، ماسيمو دوتي، وأخرون.
في سنة 2006، أصبح ديفيد غاندي وجه دولتشي أند غابانا في حملات الملابس والأزياء حتى 2011، عمل مع عارضات وكالة سوبرموديل، مثل غيما ورد، سكارليت جوهانسون، جيزيل بوندشين، ناعومي كامبل، كما مع عارضين ذكور مثل نواه ميلز، توني ورد، وآدم سين.

اشتهر غاندي في إعلان دولتشي أند غابانا عن عطر «أزرق فاتح» (بالإنجليزية: Light Blue لايت بلو) الذي كان مع ماريا فوجافيتش، وتصوير ماريو تيستينو، الإعلان حصل على اهتمام كبير فقد تخطى عدد متابعيه 11 مليون على الإنترنت، وعرضته لوحة طولها 50 قدم 0 بوصة (15.24 م) في ميدان التايمز. كما استعرض من أجل رزنامة لها مع المصور ماريانو فيفانكو. في عام 2009، مصور البورتريه والموضة «رانكن» اختار سبعة صور أيقونية في قناة بي بي سي فور بعنوان «7 صور غيرت الموضة» (بالإنجليزية: Seven Photographs That Changed Fashion). وقد اختار لغاندي إعادة تصوير «فريد مع الإطارات» التي التقطها في النسخة الأصلية هيرب ريتس سنة 1984.

عاد غاندي كوجه لعطر «أزرق فاتح» الثاني في حملة 2010، لكن هذه المرة مع آنا ياغودجيزكا. كما أدى أيضًا فِلم ترويجي قصير لفنادق دبليو مع هيلينا كريستينسن يدعى «بعيدًا نبقى». في سنة 2011، أصدرت دار الأزياء «ديفيد غاندي ودولتشي غابانا»، كتاب فوتوغرافي من 280 صفحة به جدول من الصور التي تؤرخ سنوات التعاون. في ذات العام، صورّ غاندي لأربع أغلفة مجلات و5 لقطات افتتاحية. سنة 2012، قدم 16 غلاف مجلة، 18 افتتاحية تعنى بالموضة، وعرض أزياء لبانانا ريبابلك، لاكي براند جينس، إل بالاسيو دي هيررو، وماركس أند سبنسر. إضافة إلى ذلك، عُينَ غاندي سفيرًا للعلامة التجارية«بلو ليبل» لجوني ووكر.

في 2013، أصدرت دولتشي أند غابانا النسخة الثالثة من حملة عطر «بلو لايت» بمشاركة غاندي. مرة أخرى، ماريو تيستينو قام بتصوير الإعلان التجاري وكان موقع التصوير بجزيرة كابري، في جنوب إيطاليا، ولكن هذه المرة مع العارضة الإيطالية بيانكا بالتي. بيوندا كاستنا علامة الحذاء البريطانية، قدمت فِلم أزياء بمشاركة غاندي يدعى «ليلة هنيئة ديفيد غاندي»، وفي الفِلم، يظهر غاندي بأنه يغوي العديد من النساء اللواتي يكتشفن لاحقًا أنه تمت سرقة أحذيتهم. وفي 26 سبتمبر، جاغوار وغاندي أطلقا فِلمًا قصير يدعى «إسكيبيزم» حيث استعرض غاندي قيادة سيارات نماذج كجاكوار سي-تايب، جاكوار أي-تايب، وجاكوار إكس كي إس إس، وكذلك النموذج الحديث جاكوار أف-تايب. في نهاية أكتوبر، سُميَّ غاندي وجهًا لأزياء إس إم للرجال (واحدة من أكبر المتاجر في الفلبين) وقدم عرضًا موجز على ممشى الأزياء خلال أسبوع الموضة بالفلبين. في نوفمبر، أطلقت ماركس أند سبنسر حملتها التجارية لموسم عيد الميلاد 2013، باسم «ماجيك أند سبنسر» أي السحر وسبنسر، الحكاية الخرافية التجارية قدمت بمشاركة روزي هنتنغتون وايتلي، هيلينا بونهام كارتر، وغاندي.

في مايو 2014، شارك غاندي في طاقم عمل جينيفر لوبيز بدور حبيها في أغنيتها المصورة «الحبيب الأولي». الفيديو أخرجه أنتوني ماندلير، وتصويره في صحراء موهافي في خلال عاصفة. في 15 يونيو، أعلنت ماركس أند سبنسر أن غاندي صمم مجموعة من الملابس الداخلية وملابس نوم ذات جودة عالية بعلامة مسماة «توقيع ديفيد غاندي». المجموعة (والتي كان ديفيد هو عارضها أيضًا) أطلقت في 18 سبتمبر 2014، وظهر من أجلها علنيًا في عدة مدن عالمية. في أغسطس، أعلن خياط سافيل رو هنري بول وشركاه رغبتهم في التوسع بالسوق اليابانية للأزياء، وبأن ديفيد غاندي سيكون قائد الحملات الدعائية والترويجية لهم.

في مايو 2015، أعلن غاندي عن إضافة ملابس السباحة إلى مجموعة 'توقيع غاندي" مع ماركس وسبنسر.

### الجوائز المهنية
سنة 2008، سمَّت المجلة الإسبانية غلمور ديفيد غاندي بـ«بأجمل وجه ذكر عالميًا». في 26 يونيو 2009، قامت مجلة فوربس وضعته في خانة ثالث أنجح عارض أزياء من الذكور، وراء مات غوردون وشون أوبري.
في 2010، ديفيد غاندي كان أول ذكر على الإطلاق يرشح لـ«عارض السنة» من قبل مجلس الموضة البريطاني (بي إف سي). وأسبوعية شورتليست لقبته بـ«وجه اليوم» سنة 2011.
في أواخر سنة 2012، وضعت «موديلز.كوم» غاندي في قائمتيها «رجال المال»، و«توب أيكونز». وللمرة الثانية قام المجلس البريطاني للأزياء بترشيح غاندي للقب «عارض السنة». في سنة 2013، أعمال الموضة (بوف) أعلنت عن «بوف 500: التشكيلة الشعبية لصناعات الأزياء العالمية» وقد ضموا ديفيف إلى فئة «عارضين وملهمين» حيث كان الذكر الوحيد فيها. في أكتوبر من العام نفسه، حدثت مجلة فوربس قائمتها لـ«أكثر العارضين الذكور كسبًا لسنة 2013» حيث تقدم غاندي إلى المرتبة الثانية خلف شون أوبري مباشرة.
سنة 2014، بقي غاندي في قائمة «رجال المال» لـ«مودلز.كوم». كما ارتفع من قائمة «توب أيكونز» إلى القائمة الجديدة «الرجال السوبر». وضُمّ أيضًا إلى قائمتهم الجديدة «أكثر الرجال إثارةً»، وفي قائمة أعلى 10 في «وسائل تواصل اجتماعي» من ناحية عدد المتابعين. في سبتمبر 2014، النسخة الأميريكية لمجلة فوغ وضعت ديفيد غاندي في المرتبة الثانية بقائمة «أفضل 10 عارضي أزياء ذكور في كل العصور» وفي جوائز رجال سنة 2014 في مدريد، لُقِّب «عارض السنة»
من قبل جي كيو الإسبانية.
ياهوو! ستايل وضعت غاندي في قمة قائمتها «أفضل العارضين الذكور لسنة 2015».

## معرض صور

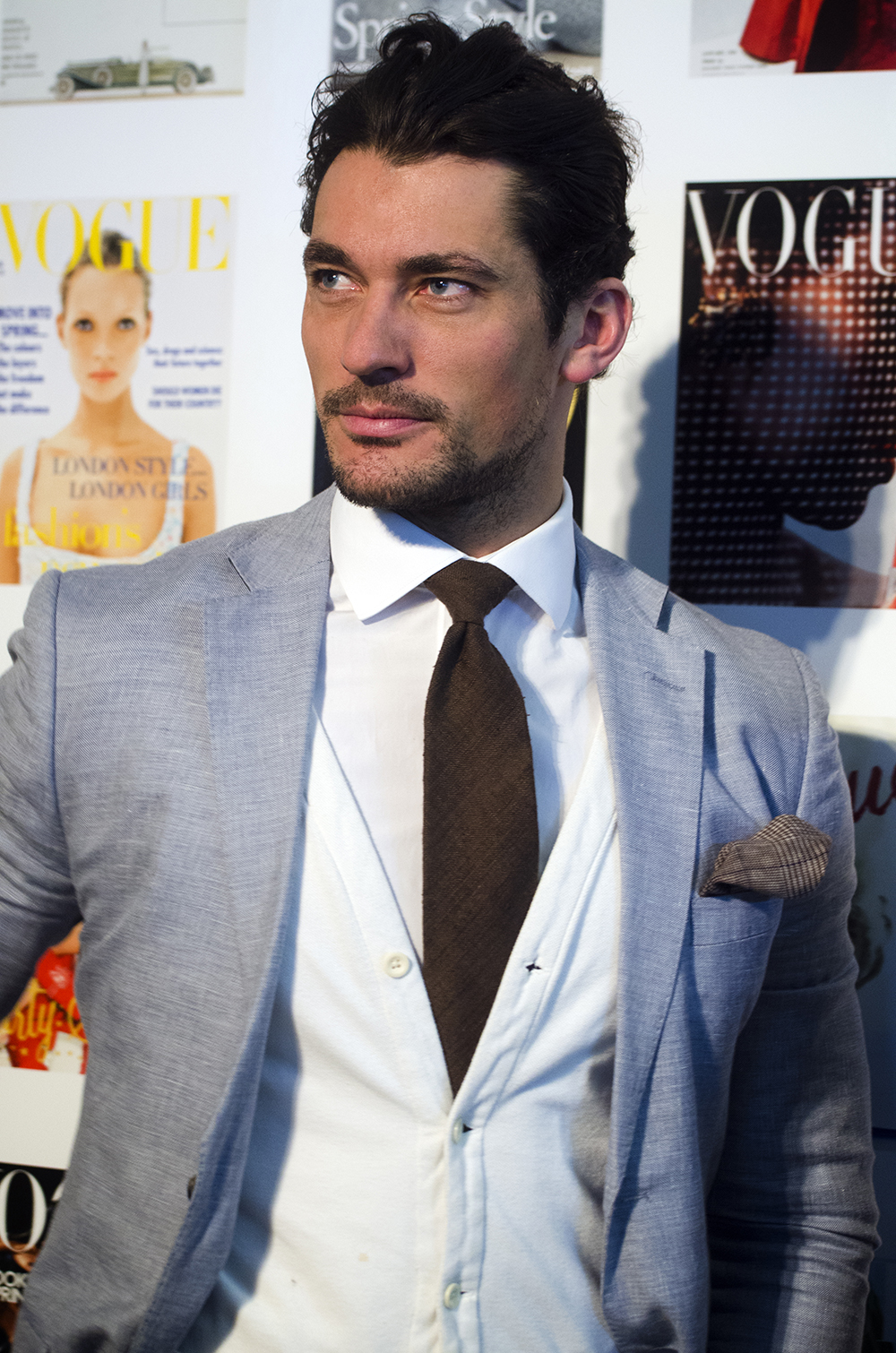
ديفيد غاندي في مهرجان فوغ (2013)
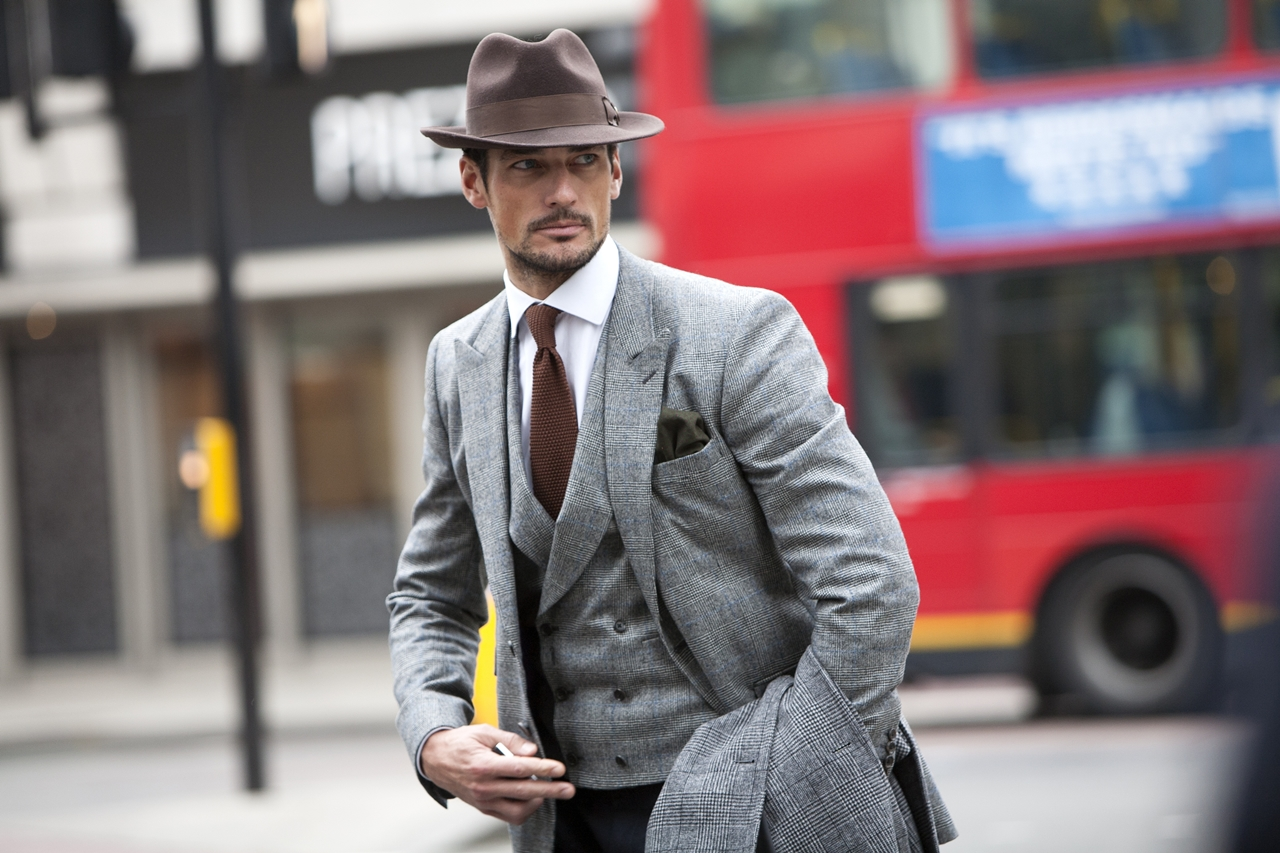
ديفيد غاندي في لقطة ترويجية لمجموعة لندن رجال (2013)
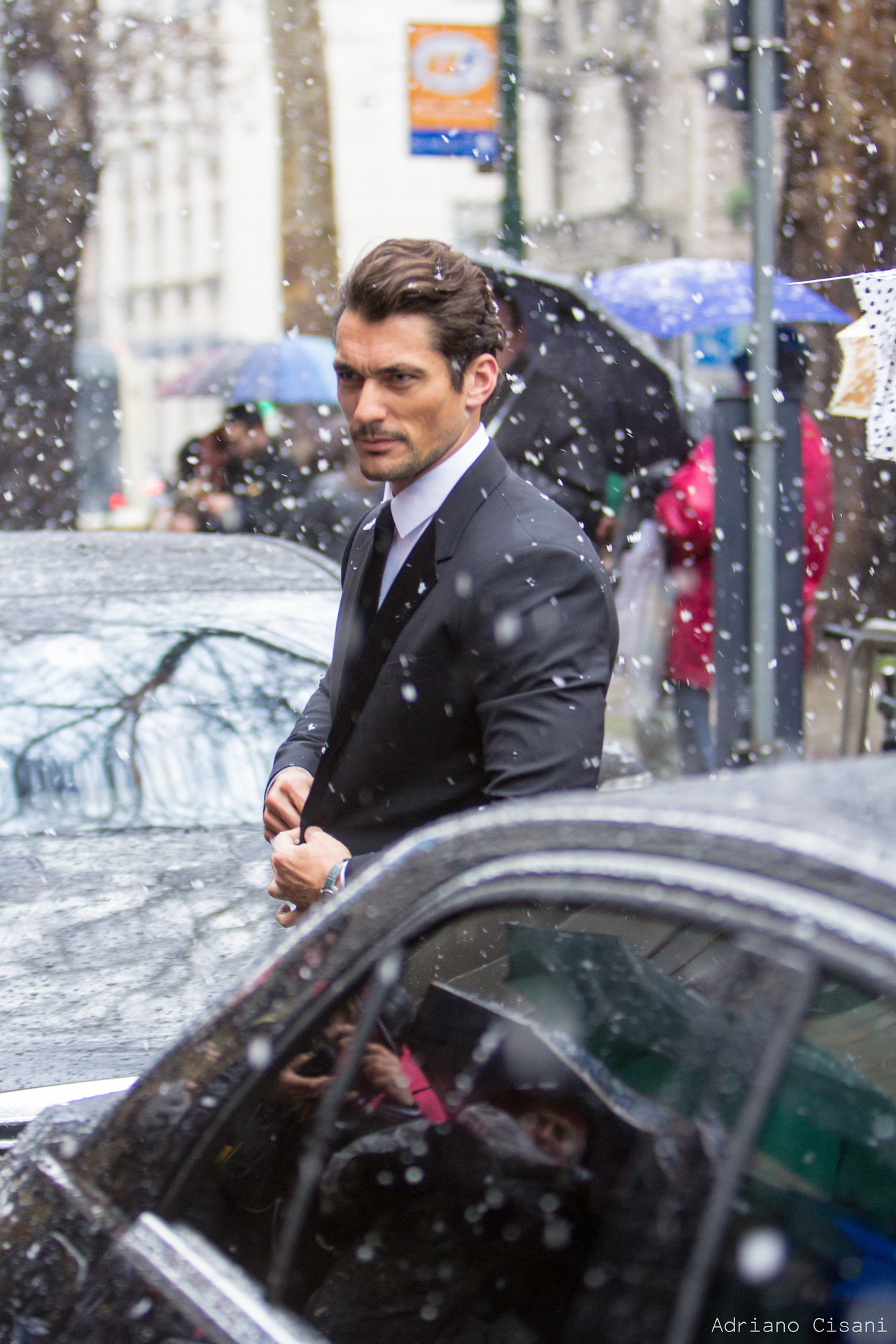
(2013)
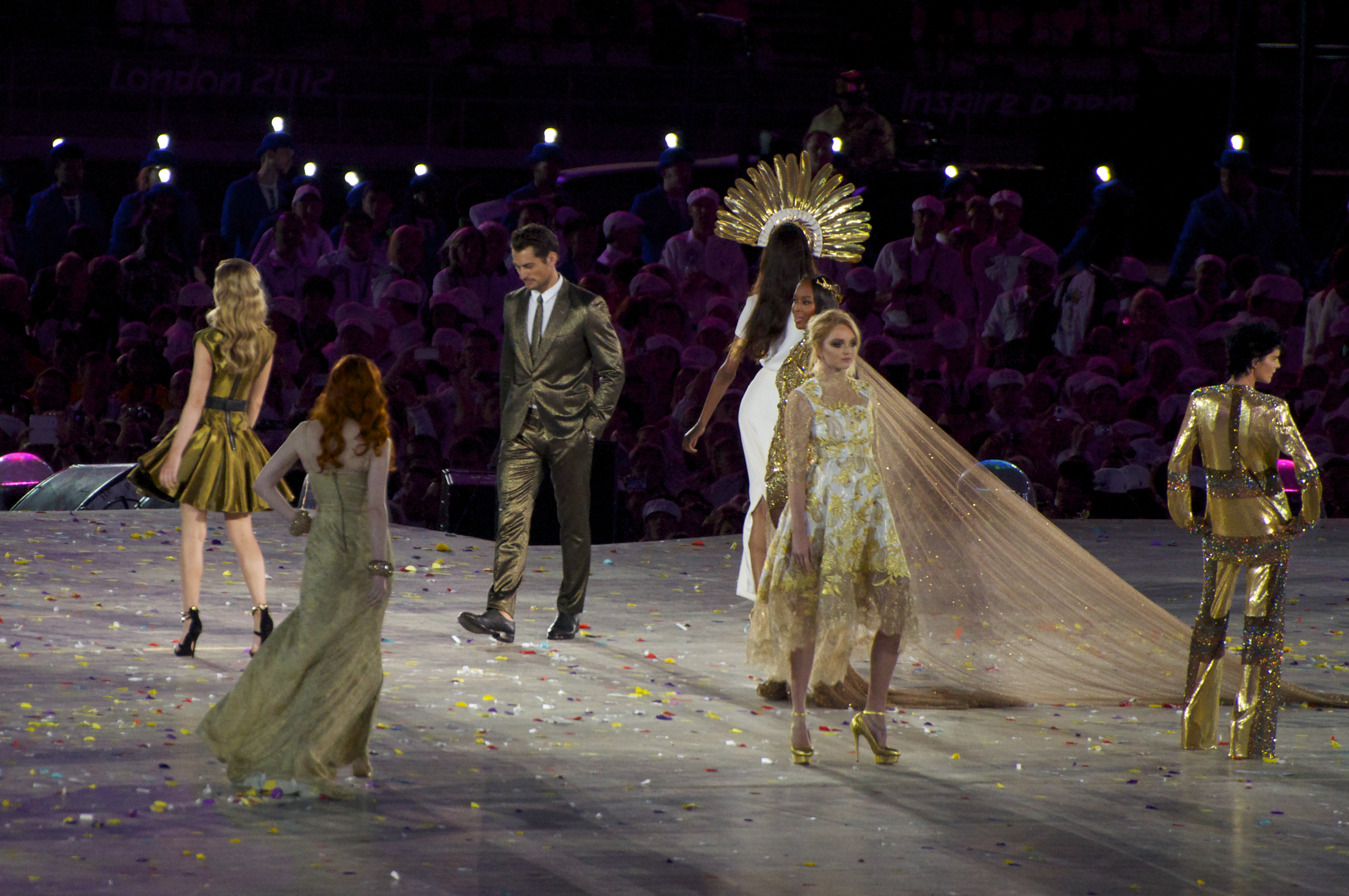
مراسم ختام لندن 2012 للعارضين
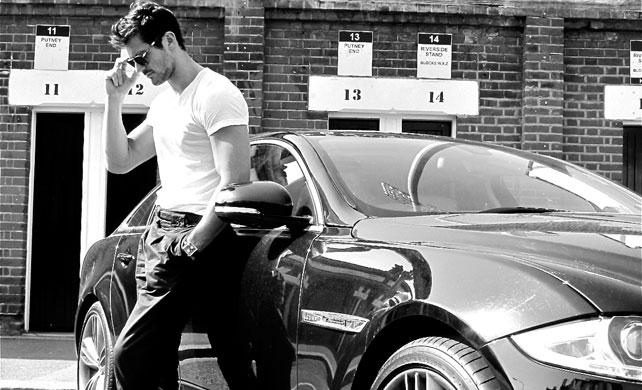
ديفيد غاندي لمجلة جي كيو البريطانية (2012)
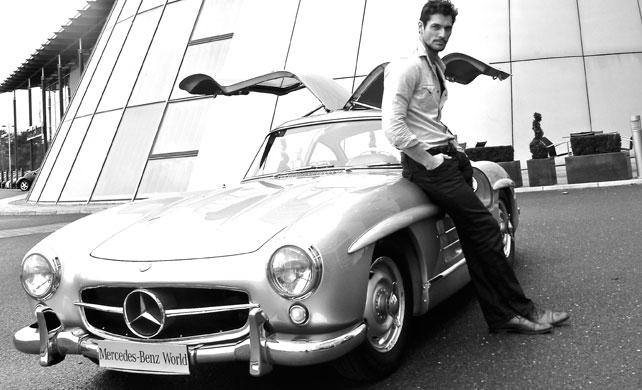
ديفيد غاندي لمجلة جي كيو البريطانية (2011)

## روابط خارجية
- ديفيد غاندي على موقع IMDb (الإنجليزية)